# Armin Schmidtke
Armin Schmidtke (* 30. Dezember 1943 in Treuburg) ist ein deutscher Psychologe.

## Leben
Er erwarb 1971 das Diplom in Psychologie in Saarbrücken. Nach der Promotion zum Dr. phil. in Mannheim 1986 war er am Lehrstuhl Psychologie der Universität Mannheim tätig und stv. Abteilungsleiter der Abteilung Klinische Psychologie am Zentralinstitut für Seelische Gesundheit in Mannheim (WHO Collaborating Centre). Nach der Habilitation in Würzburg 1992 zum Dr. med. habil. war er ab 1986 Leiter der Abteilung „Klinische Psychologie“ an der Klinik für Psychiatrie, Psychosomatik und Psychotherapie des Universitätsklinikums Würzburg, jetzt Seniorprofessor.
Seine Hauptforschungsschwerpunkte sind Suizidologie, Selbstschädigungen, Imitation und Amok.